# Xu Lei
Xu Lei (chinesisch 徐累) (* 1963 in Nantong, Jiangsu, China) ist bildender Künstler und Chefredakteur des Kunstmagazins Classic. Zurzeit arbeitet er am Creation Research Centre der China Academy of Art und ist Art Director am Today Art Museum. Seine Karriere begann mit dem Abschluss an der Nanjing University of the Arts 1984. Über das Thema „Das Wiedererwachen der Tradition in der zeitgenössischen chinesischen Kunst“ hielt er 2008 an der Library of Congress in Washington mehrere Vorlesungen.

## Arbeiten
Xu bezieht sich in seinen Arbeiten auf die Song- und die Ming-Dynastie und verwendet jeweils dazu passend traditionelle Werkzeuge und Arbeitsmittel, nämlich Reispapier und Tintenpinsel sowie Holzschnitte, hat aber auch in Reflexion modern-surrealer europäischer Künstler wie René Magritte, Yves Klein und Marcel Duchamp deren Vokabular präsent.
Seine Werke zeigen fein gezeichnete Pferde, Stühle aus der Ming-Zeit, Schmetterlinge oder Vögel wie auf einer Bühne – sie erscheinen wie virtuelle Räume zwischen Vorhang oder Paravent, die mit alten Karten bestickt sind. Durch dieses subtile Zusammenspiel von Motiven wird die Beziehung zwischen „Leere“ und „Existenz“, die die Essenz der traditionellen chinesischen Lebensphilosophie und Ästhetik darstellen, glaubwürdig in einer modernen Sprache dargebracht.
Xu Lei ist der Künstler der Flaschenetiketten von Château Mouton-Rothschild des Jahres 2008.
Zahlreiche seiner Werke hängen in vielen renommierten Kunstgalerien.

## Ausstellungen (Auswahl)
Einzelausstellungen
- Jiangsu Provincial Art Museum, Hong Kong Arts Initiative Gallery, London, Browse & Darby Gallery (1997)

Gruppenausstellungen
- "Chinese Modern Art Exhibition", Art Museum of China
- Chinesischen Zivilisation Kunstausstellung "von 5000 Jahre, die New Yorker Guggenheim Museum
- "New Voices / Contemporary Art Exhibition", Taipei Art Center / Hong Kong Arts Centre
- "New Chinese Painting Exhibition", Shanghai Liu Hai Su Art Museum, das Kunstmuseum der Provinz Jiangsu
- "Paris China Cultural Season - Moderne chinesische Tuschemalerei und Skulpturenausstellung", Paris, Pierre Cardin-Zentrum
- Zeitgenössische Internationale Kunstausstellung, Shanghai Duolun Museum of Art
- "Eins zu eins: ihre Augen" - die acht Menschen in China Fotografie-Ausstellung, Chambers Fine Art in New York
- "Oriental Oriental - Contemporary Art Exhibition", National Gallery of Slovenia
- "Dreaming of the Dragon" - Chinese Contemporary Art Exhibition, Dublin, Irland moderne Literatur und Kunst Museum;